# Niclas Ekholm
Niclas Ekholm, född Sven Niclas Gunnar Ekholm 17 mars 1961 i Örebro, är en svensk röstskådespelare, skådespelare, sångare och musiker.
Hans viktigaste roller inkluderar Pete i Spirit – Hästen från vildmarken (2002) samt röster i Prinsessan av solens rike (2007) och Den sjunde dvärgen (2014).

## Filmografi (urval)
- 1997 – Djungel-George (röst)
- 2000 – Kejsarens nya stil (röst)
- 2000 – En jycke i klassen (TV-serie) (röst)
- 2001 – Shrek (röst)
- 2002 – Spirit – Hästen från vildmarken (röst)
- 2003 – Björnbröder (röst)
- 2003 – Transformers: Armada (TV-serie) (röst)
- 2004 – LazyTown (TV-serie) (röst)
- 2004 – Transformers: Energon (TV-serie) (röst)
- 2005 – Pettson och Findus - Tomtemaskinen (röst)
- 2006 – Lotta från Uppfinnarbyn (röst)
- 2007 – Blåbärskriget
- 2007 – Prinsessan av solens rike (röst)
- 2007 – Gustaf livs levande (röst)
- 2007 – Åsnan och kampen mot Halvmåneriddaren (röst)
- 2009 – Arthur och Maltazard (röst)
- 2010 – En katt i Paris (röst)
- 2011 – Mia and Me (TV-serie) (röst)
- 2014 – Den sjunde dvärgen (röst)
- 2017 – Storken Richard (röst)
- 2017 – Bläckis (röst)
- 2021 – Paw Patrol: Filmen (röst)

## Teater

### Roller (ej komplett)
| År   | Roll                                      | Produktion | Regi                    | Teater            |
| ---- | ----------------------------------------- | --- | ----------------------- | ----------------- |
| 2011 |                                           | Ingvar! – En musikalisk möbelsaga Klas Abrahamsson och Erik Gedeon                                              | Sara Gise               | Örebro länsteater |
| 2011 | Baron Gottfried van Swieten Salieris kock | Amadeus Peter Schaffer                                                                                          | Alexander Öberg         | Örebro länsteater |
| 2013 |                                           | Vredens druvor (Grapes of Wrath) John Steinbeck                                                                 | Alexander Öberg         | Örebro länsteater |
| 2014 |                                           | Lasse-Maja Erik Norberg och Alexander Öberg                                                                     | Alexander Öberg         | Örebro länsteater |
| 2014 |                                           | Den besynnerliga händelsen med hunden om natten (The Curious Incident of the Dog in the Night-time) Mark Haddon | Sara Giese              | Örebro länsteater |
| 2015 |                                           | Drottningens juvelsmycke Carl Jonas Love Almqvist                                                               | Sally Palmqvist Procopé | Örebro länsteater |